# Ulughbegsaurus uzbekistanensis
Ulughbegsaurus uzbekistanensis — вид викопних кархародонтозаврових (Carcharodontosauria) плазунів, ранньо-верхньокрейдові рештки яких знайдено в Узбекистані.

## Опис
Кархародонтозаврія — це група середніх і великих розмірів хижих тероподів, поширених по всьому світу в період крейди. Ці тероподи, ймовірно, були найвищими хижаками Азіамеріки на початку пізньої крейди до сходження тиранозаврів. Голотип — велика ізольована верхня щелепа з формації Біссекти пустелі Кизилкум, Республіка Узбекистан. Порівняння верхньої щелепи зі щелепами інших аллозавроїдів вказує на те, що Улугбекзавр мав довжину тіла 7.5–8 м і масу тіла понад 1000 кг.

## Поширення
Викопні рештки знайдено в Узбекистані.

## Етимологія
Родовою назвою вшановано Улугбека — узбецького тимуридського султана, астронома й математика на знак визнання його ранніх наукових внесків; saurus означає «плазун, рептилія». Видова назва вказує на країну знаходження нового виду.